# 田中英夫 (伝記作家)
田中 英夫（たなか ひでお、1949年 - ）は、日本の伝記作家。

## 来歴
名古屋市生まれ。1970年豊田工業高等専門学校卒、1977年大阪教育大学二部卒業。小学校教員。
初期社会主義研究会会員だが現在は休暇会員で、初期社会主義の伝記を書いている。

## 著書
- 『ある離脱 明治社会主義者西川光二郎』風媒社 1980
  - 『西川光二郎小伝 社会主義からの離脱』みすず書房 1990
- 『御雇外国人ローレツと医学教育 愛知県公立医学校における新ウィーン学派医学の受容』名古屋大学出版会 1995
- 『山口孤剣小伝』花林書房 2006
- 『洛陽堂河本亀之助小伝 損をしてでも良書を出す・ある出版人の生涯』燃焼社 2015